# Coffinita
La coffinita és un mineral de la classe dels silicats. Rep el seu nom en honor de Reuben Clare Coffin (29 d'octubre de 1886 - 10 de setembre de 1972) pels seus estudis geològics al sud-oest de Colorado.

## Característiques
La coffinita és un silicat de fórmula química U(SiO₄)·nH₂O amb n=0-2. A més dels elements de la seva fórmula també pot contenir impureses d'alumini, ferro, arsènic, vanadi i plom. Cristal·litza en el sistema tetragonal poques vegades en forma de cristalls, els quals no solen ser més grans que 20 μm, normalment en incrustacions botrioidals (en forma de grans de raïm) o col·loformes, radialment fibrosos. Sovint en forma de pols, en agregats de cristàl·lits molt fins, o massius. La seva duresa a l'escala de Mohs és de 5 a 6. És de color negre i en làmina prima el seu color varia de marró obscur a marró clar. La seva ratlla és de color negre grisenc.
Segons la classificació de Nickel-Strunz, la coffinita pertany a «9.AD - Nesosilicats sense anions addicionals; cations en [6] i/o major coordinació» juntament amb els següents minerals: larnita, calcio-olivina, merwinita, bredigita, andradita, almandina, calderita, goldmanita, grossulària, henritermierita, hibschita, hidroandradita, katoïta, kimzeyita, knorringita, majorita, morimotoïta, vogesita, schorlomita, spessartina, uvarovita, wadalita, holtstamita, kerimasita, toturita, momoiïta, eltyubyuïta, hafnó, torita, thorogummita, zircó, stetindita, huttonita, tombarthita-(Y), eulitina i reidita.

## Composició
Els patrons de difracció de pols amb raigs X de mostres de coffinita van permetre als geòlegs classificar-la com un nou mineral l'any 1955. La comparació d'aquests patrons amb els del zircó (ZrSiO₄) i la torita (ThSiO₄) va ser la base d'aquesta classificació. L'anàlisi química preliminària feta per Sherwood a partir de mostres de tres indrets diferents havia indicat que el silicat d'urani exhibia substitució hidroxílica. Durant aquest procés els anions (OH₄)4- passen a ocupar un lloc on hi havia un silicat, (SiO₄)4-. L'existència dels enllaços hidroxílics i dels enllaços silici-oxigen va ser demostrada després de l'anàlisi d'absorció espectral en el rang de l'infraroig. Més endavant es va demonstrar que el component hidroxílic no és essencial per a la formació de la forma sintètica estable del mineral. Les anàlisis recents de cristalls submicroscòpics amb microsonda d'electrons han revelat l'abundància de calci, itri, fòsfor i mínimament de plom en substitució de l'urani, les traces d'altres terres rares també han estat observades.

## Formació i jaciments
La coffinita es forma en dipòsits negres d'U-V sense oxidar del tipus Colorado Plateau, en què substitueix la matèria orgànica en maresos; també en altres dipòsits sedimentaris i hidrotermals amb filons d'urani.
Hi ha jaciments de coffinita arreu del món. Va ser descoberta i descrita per primera vegada l'any 1954 a partir d'una mostra de la mina La Sal No.2, al comtat de Mesa (Colorado, Estats Units). A Catalunya ha estat trobada a la mina Eureka, que està situada a la Torre de Cabdella, al Pallars Jussà (Lleida).
Sol trobar-se associada amb altres minerals com uraninita, torita, pirita, marcasita i roscoelita, i també amb minerals argilosos i matèria orgànica amorfa.

## Ús i síntesi
Un gran percentatge de l'urani present en la Terra es troba en dipòsits de coffinita, un fet significatiu degut a l'ús d'urani en aplicacions d'energia i armes nuclears. Els dipòsits sedimentaris contenen les mostres més radioactives, com per exemple la coffinita intensament radioactiva que es troba en el Colorado Plateau. Investigadors de la Universitat Harvard, el Servei Geològic dels Estats Units (USGS), i diverses altres institucions van intentar sintetitzar sense èxit coffinita a mitjans de la dècada dels 50 després del seu descobriment inicial. L'any 1956, Hoekstra i Fuchs van aconseguir crear mostres estables de coffinita sintètica. Tota aquesta investigació científica es va dur a terme per part de la Comissió de l'Energia Atòmica dels Estats Units.